# Fujiyoshida
Fujiyoshida (Japans: 富士吉田市, Fujiyoshida-shi) is een Japanse stad in de prefectuur  Yamanashi. In 2019 telde de stad 48.782 inwoners. De stad ligt aan de voet van de berg Fuji, tussen twee van de vijf meren van Fuji.

## Geschiedenis
Op 20 maart 1951 werd Fujiyoshida benoemd tot stad (shi) nadat de steden Shimoyoshida, Fujikamiyoshida en Akemi werden samengevoegd.  

## Partnersteden
- Colorado Springs, Verenigde Staten sinds 1962
- Chamonix-Mont-Blanc, Frankrijk sinds 1978

Steden:
Chuo · Fuefuki · Fujiyoshida · Hokuto · Kai · Kofu (hoofdstad) · Koshu · Minami-Alps · Nirasaki · Otsuki · Tsuru · Uenohara · Yamanashi

Districten:
Kitatsuru · Minamikoma · Minamitsuru · Nishiyatsushiro · Nakakoma
Gemeenten per district